# Bolsa (recipiente)

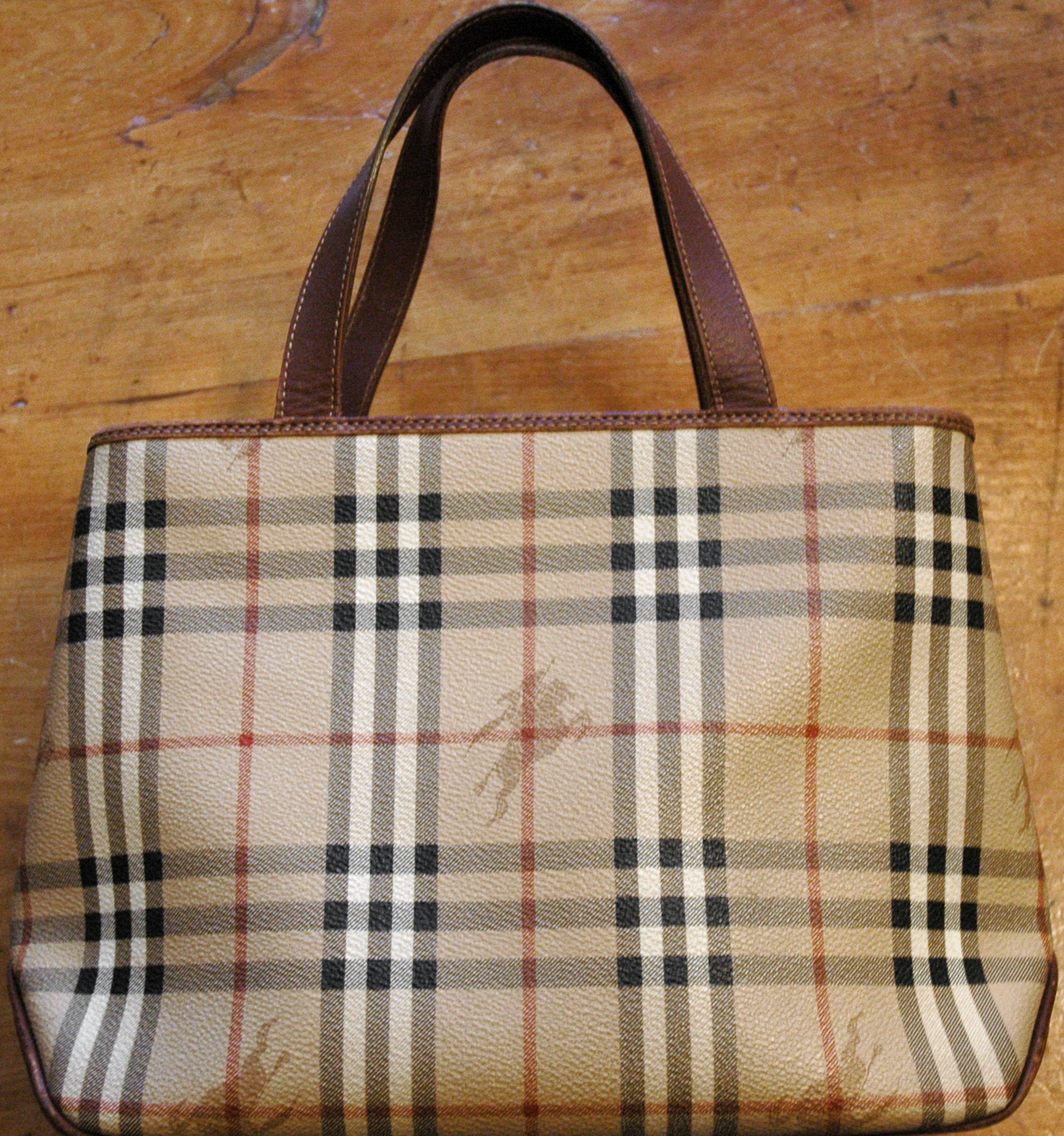
Bolsa de mano con patrones Burberry.

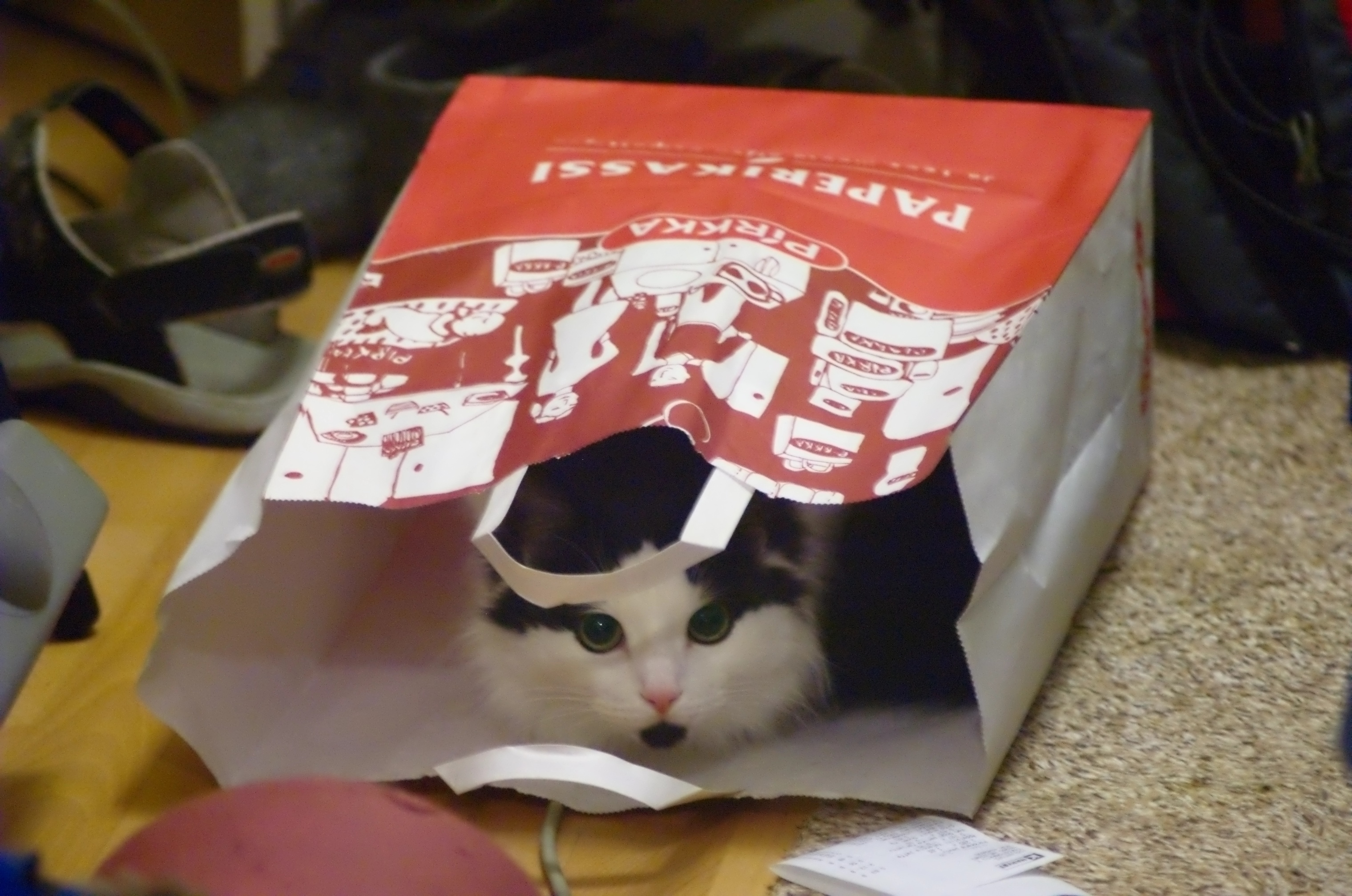
Bolsa de papel

Una bolsa es un recipiente flexible diseñado para contener o proteger algo, como un saco pero con asas. se utiliza para llevar cosas muy diversas. Pueden estar hechas de tela, de cuero, de plástico, o de papel.
Las bolsas pueden tener una o dos asas y también una correa para colgarlas al hombro. Vienen en diferentes formas y tamaños dependiendo del uso que van a tener. Hay un tipo de bolsa pequeña que se puede llevar en una sola mano y que recibe el nombre de bolso o bolsillo.
Hay que tener mucho cuidado con ciertos tipos de bolsas de plástico ya que los niños suelen jugar poniéndoselas en la cabeza, hecho que les corta el suministro de oxígeno impidiendo la respiración y causándoles la muerte por asfixia.

## Tipos de bolsas
- Bolsa de agua caliente
- Bolsa de basura
- Bolsas de plástico gratis en los comercios, a veces se hacen pagar para proteger el medio ambiente.[3]
- Bolsas de papel  y envases desechables de un solo uso de plástico económica práctica para el comercio minorista y utilizado por los clientes para llevar los artículos comprados en los comercios.
- Bolsa de compras, bolsa grande tejida de paja o de malla, utilizada para llevar los víveres.
- Bolso, de mujer, de hombre
- Bolsa acolchada a prueba de golpes, diseñado para proteger los equipos sensibles, tales como artículos electrónicos o accesorios fotográficos.
- Bolsa de mano
- Monedero, pequeño contenedor de dinero o monedas
- Arpillera
- Bolsa de yute
- Capazo
- Zurrón
- Petate de uso militar
- Bolsa de marinero o tula,[4] en general para llevar la ropa y el equipo de los marineros, principalmente los efectos de la marina de guerra. También la usan los suboficiales y oficiales.
- Mochila o macuto, bolsa especial para cargar sobre los hombros de una persona por medio de dos bandas graduables.

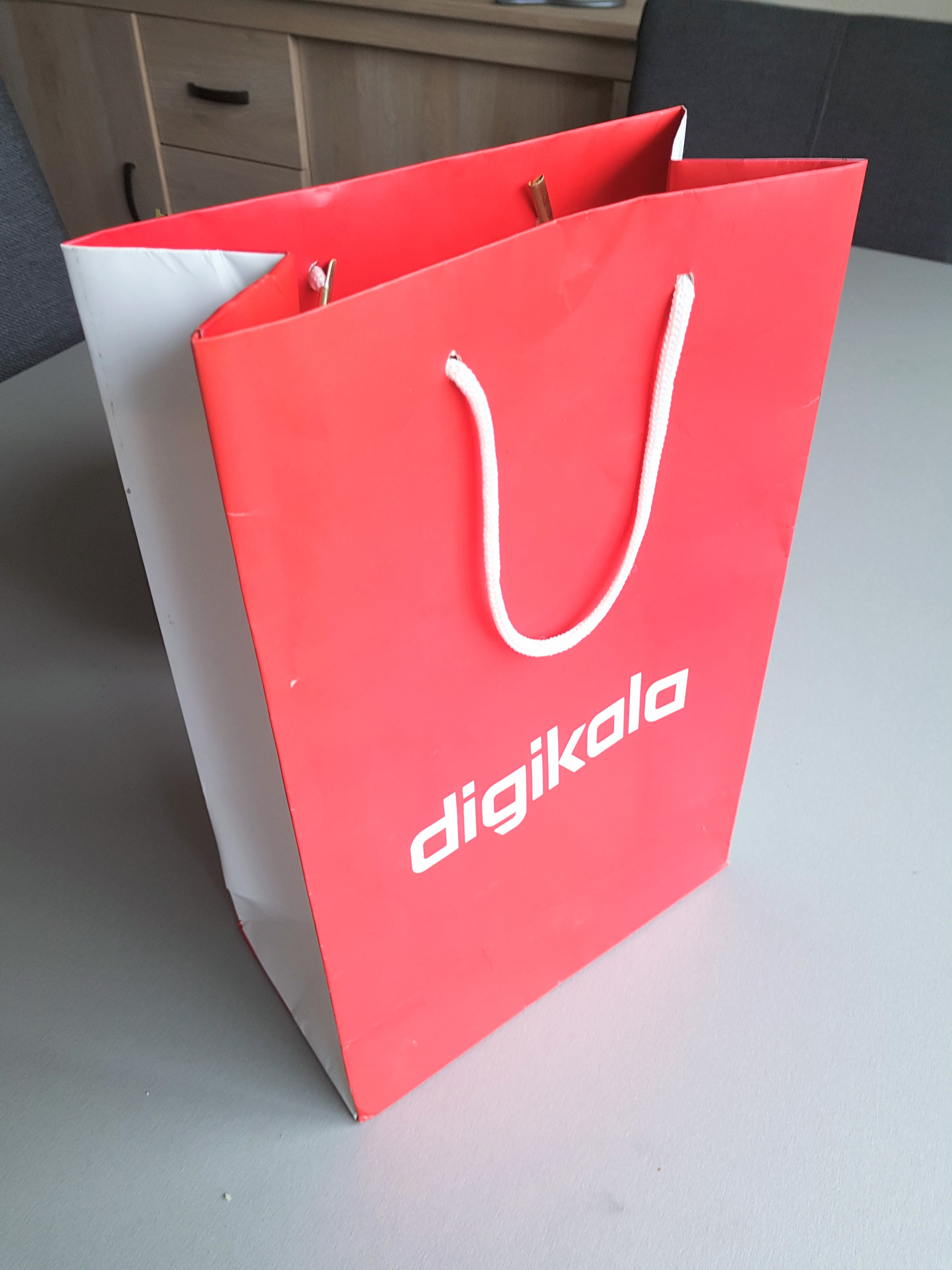
Bolsa de cartón
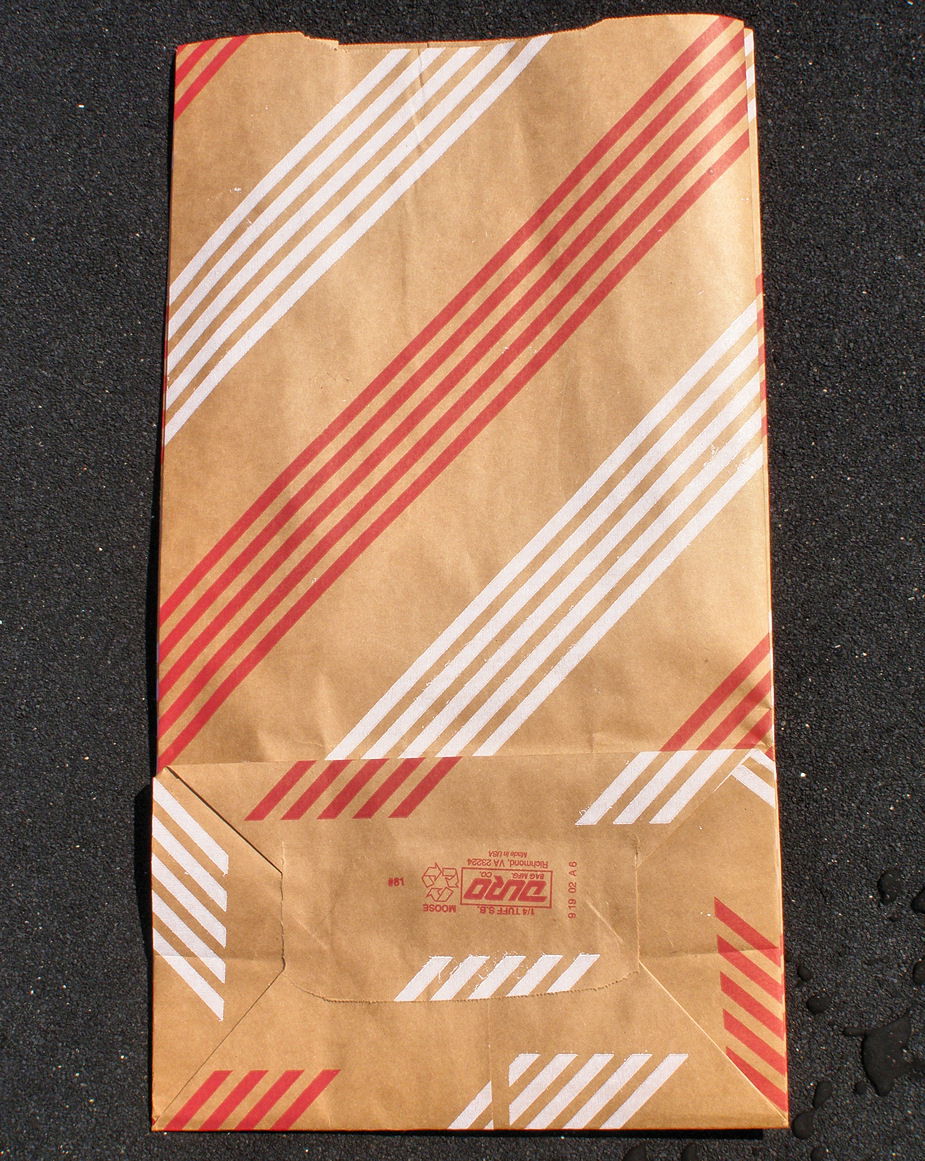
Bolsa de papel
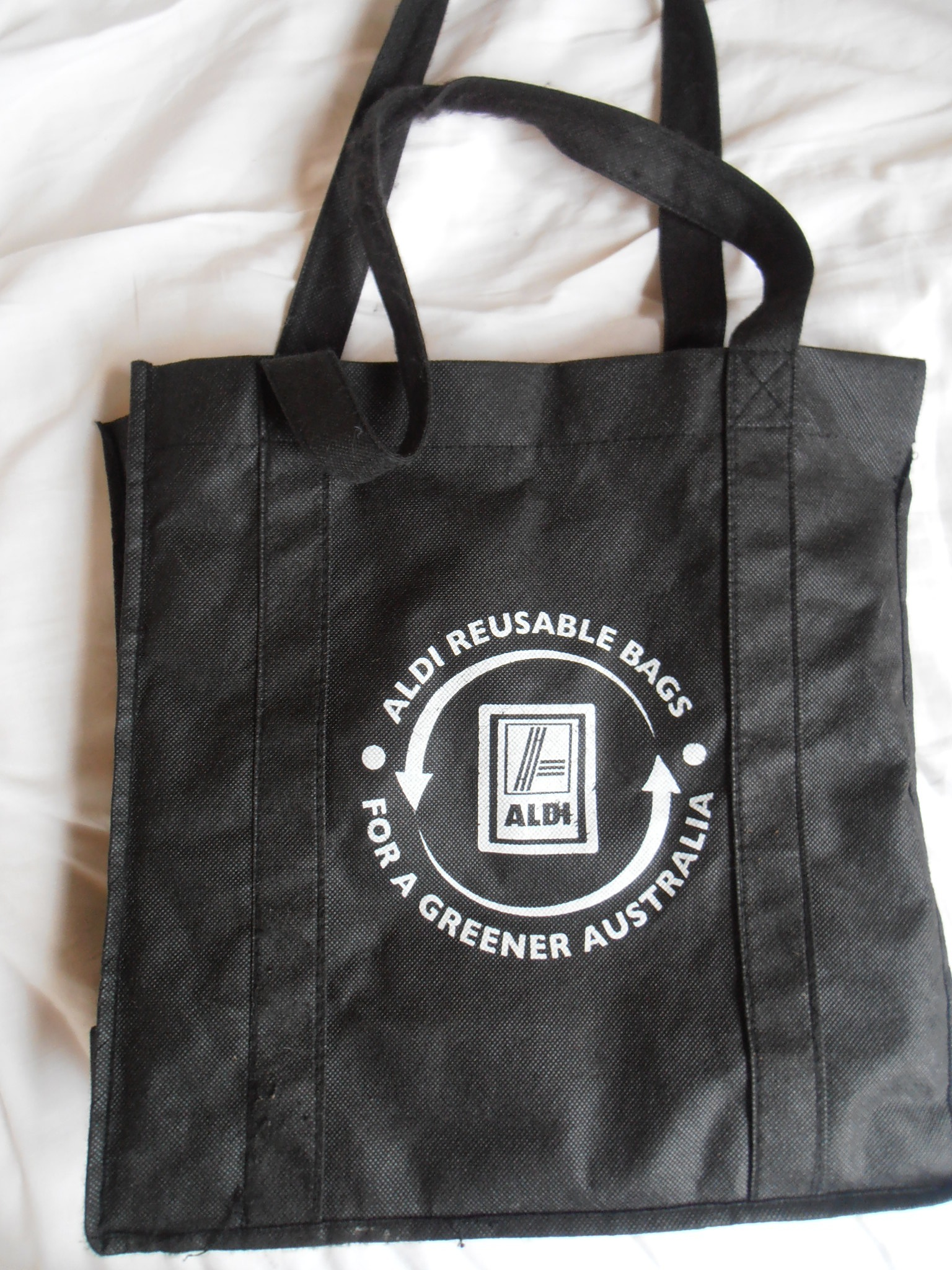
Bolsa de tela reutilizable
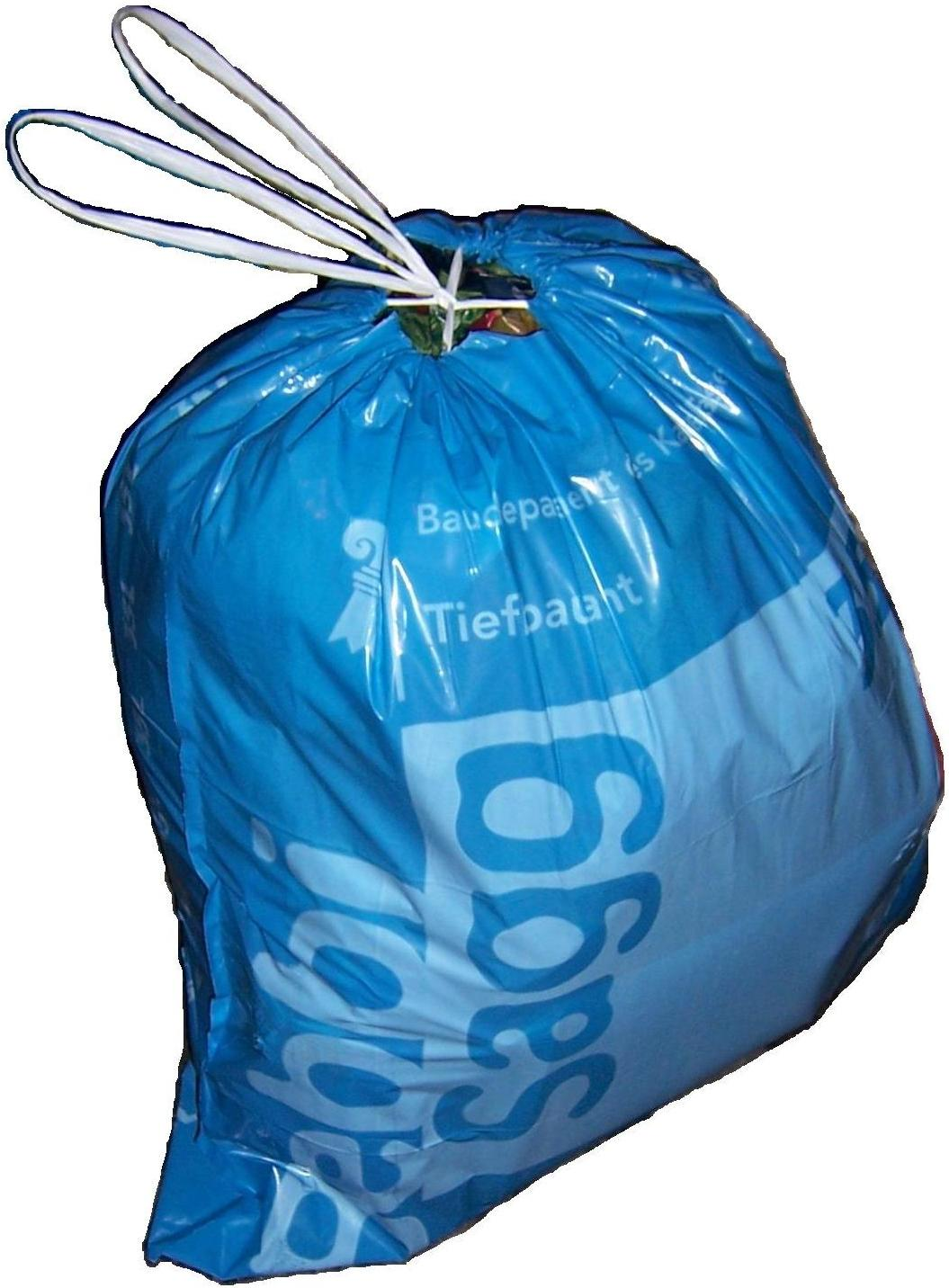
Bolsa de basura
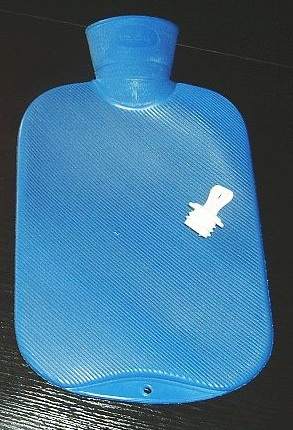
Bolsa de agua caliente

### Legislación
En algunos países existe una legislación que obliga a los minoristas a cobrar un impuesto gubernamental por el suministro de bolsas de plástico; a menudo los ingresos van destinados a un fondo gubernamental para el medio ambiente. En Irlanda, en 2002 se introdujo tal impuesto; como resultado el uso de bolsas de plástico disminuyó inmediatamente en más del 90%. En Hong Kong, en 2009 se introdujo un sistema parecido.
http://www.estilosdevidasaludable.msssi.gob.es/seguridad/asfixia/ninnos/home.htm. 